# Mayall II
Mayall II, även känd som Andromedas stjärnhop, är en klotformig stjärnhop i Andromedagalaxen i stjärnbilden Andromeda. Den befinner sig på ett avstånd av 130 000 ljusår från Andromedagalaxens galaktiska kärna och är den ljusaste (av absolut magnitud) klotformiga hopen i lokalgruppen och har en skenbar magnitud av 13,81 i V-bandet. Mayall II anses ha dubbelt så stor massa som Omega Centauri, och kan innehålla ett centralt, medelstort (2×104 solmassor) svart hål. Hopen upptäcktes 1953, som en tänkbar klotformig stjärnhop, av den amerikanske astronomen Nicholas Mayall och Olin J. Eggen med hjälp av bild från Mount Palomars 48-tums Schmidtteleskop exponerad 1948.

## Egenskaper
På grund av den spridda fördelningen av metallicitet, som tyder på närvaro av flera stjärngenerationer och en stor stjärnbildande period, hävdar många att Mayall II inte är en riktig klotformig stjärnhop, utan är den faktiskt galaktiska kärnan som återstår av en dvärggalax som absorberats av Andromeda.

## Namnets historik
- Mayall II givet av Nicholas U. Mayall, som, tillsammans med Olin J. Eggen, upptäckte den 1953.
- SKHB 1 givet av Wallace L. W. Sargent, Charles T. Kowal, F. D. A. Hartwick och Sidney van den Bergh. De gav den 1977 också benämningen G1.
- HBK 0-1 givet av John Huchra, J. P. Brodie och S. M. Kent 1991.